# 5275 Zdislava
5275 Zdislava (1986 UU) là một tiểu hành tinh bay qua Sao Hỏa được phát hiện ngày 28 tháng 10 năm 1986 bởi Z. Vavrova ở đài thiên văn Klet.